# Cujuque
Maleque Axerafe Aladim/Aladino Cujuque (em árabe: الملك الأشرف علاءالدين كجك; romaniz.: al-Malik al-Ashraf Ala'a ad-Din Kujuk), melhor conhecido só como Aladim/Aladino Cujuque ou Cujuque, foi um sultão mameluco da dinastia Bahri no Egito e que reinou entre 1341 to 1342. Era filho de Anácer Maomé.